# أغاف أجرد
أغاف أجرد (الاسم العلمي:Agave glabra) هو نوع غير مؤكد من النباتات يتبع جنس الأغاف من الفصيلة الهليونية.